# Gustavo Adrianzén
Gustavo Adrianzén Olaya, né le 25 octobre 1966, est un homme d'État péruvien. Il est président du Conseil des ministres du 6 mars 2024 au 14 mai 2025.